# Paolo Lombardi
Pour les articles homonymes, voir Lombardi.
Paolo Lombardi, né à Sienne en 1827 et mort dans la même ville en 1890, est un photographe italien, actif à Sienne à partir de 1849.

## Biographie
Paolo Lombardi ouvre sa boutique de photographie en 1849 au 8 via di Citta dans le Palazzo Costarella, à proximité de la Piazza del Campo. Il réalise des portraits et des vues de Sienne et de ses environs ; il photographie les œuvres d'art siennoises (une série de 3 000 négatifs sont conservés) ainsi que les Contrade de Sienne.
Il participe à l'Exposition universelle de 1867 à Paris en 1867 (il y expose un portrait de Garibaldi en visite à Sienne), à l'Exposition universelle de Vienne en Autriche en 1873 et à la Première Exposition photographique de Florence en 1887 au cours de laquelle il présente la reproduction du sol de la cathédrale de Sienne sur platine.
Ses fils Galileo et Carlo, puis ses petits-enfants, poursuivent son activité. En 1914, le photographe Ghino Cesarini (1884-1959), qui avait épousé Bettina Lombardi, succéde aux Lombardi jusqu'en 1935, date à laquelle l'Istituto Luce de Rome acquiert une partie des archives Lombardi, l'Istituto Luce de Rome ; un autre ensemble a été acquis en 2005 par la Fondazione Monte dei Paschi di Siena.

## Galerie

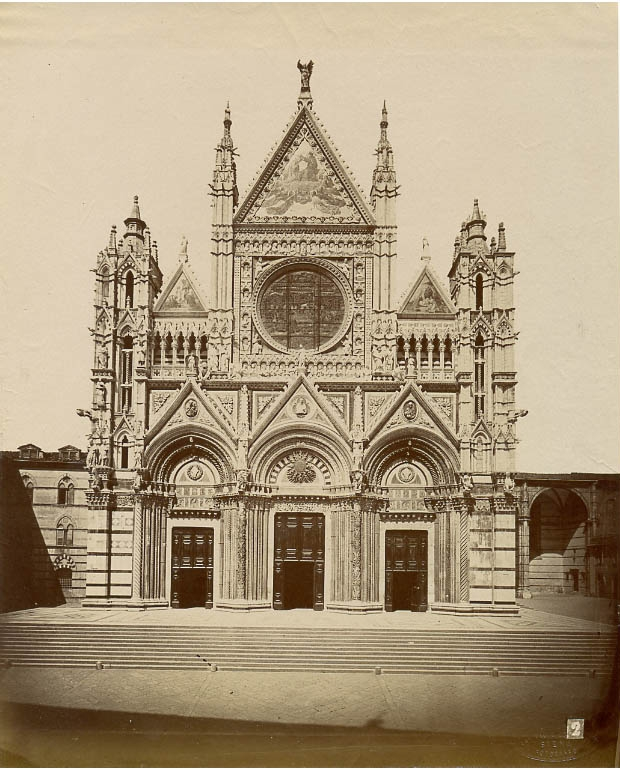
Cathédrale de Sienne, façade, vers 1880
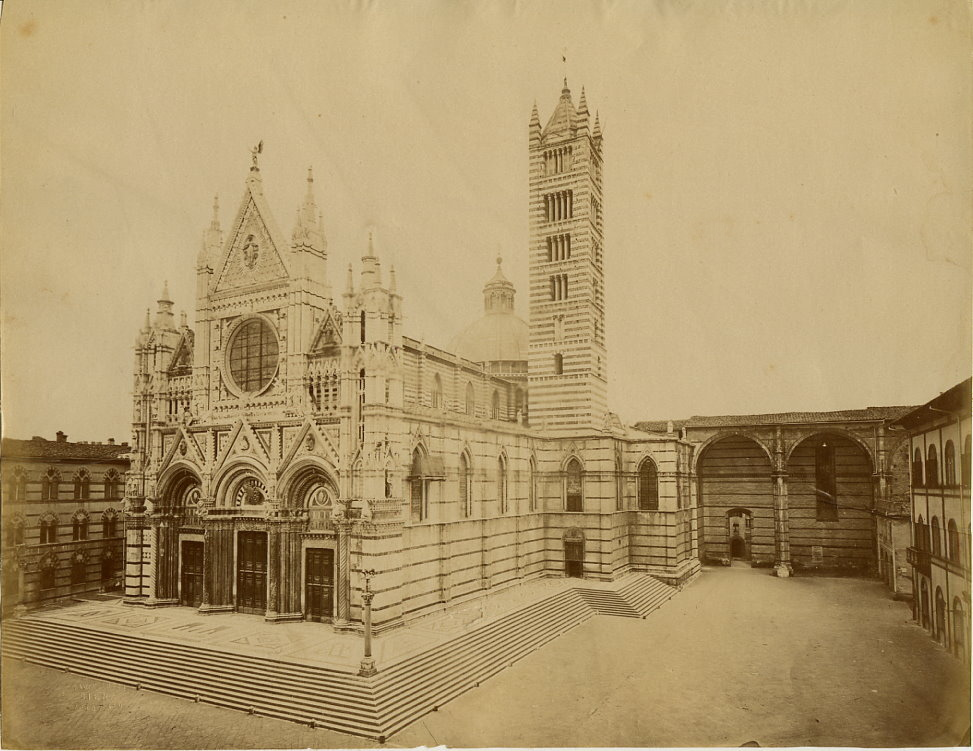
Cathédrale de Sienne.
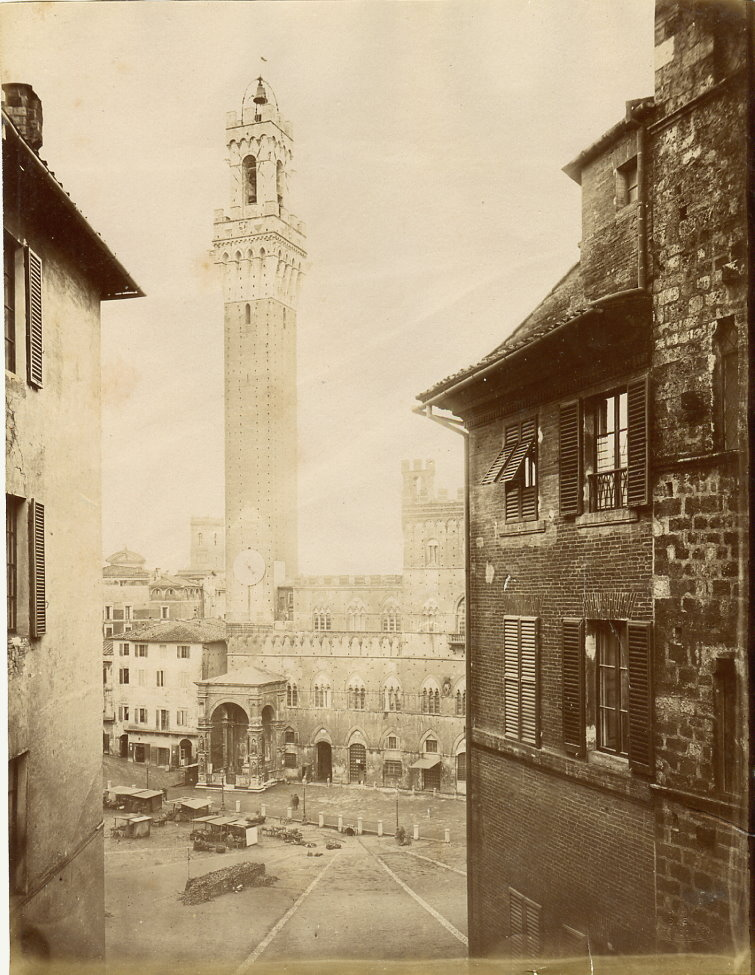
La Piazza del Campo à Sienne
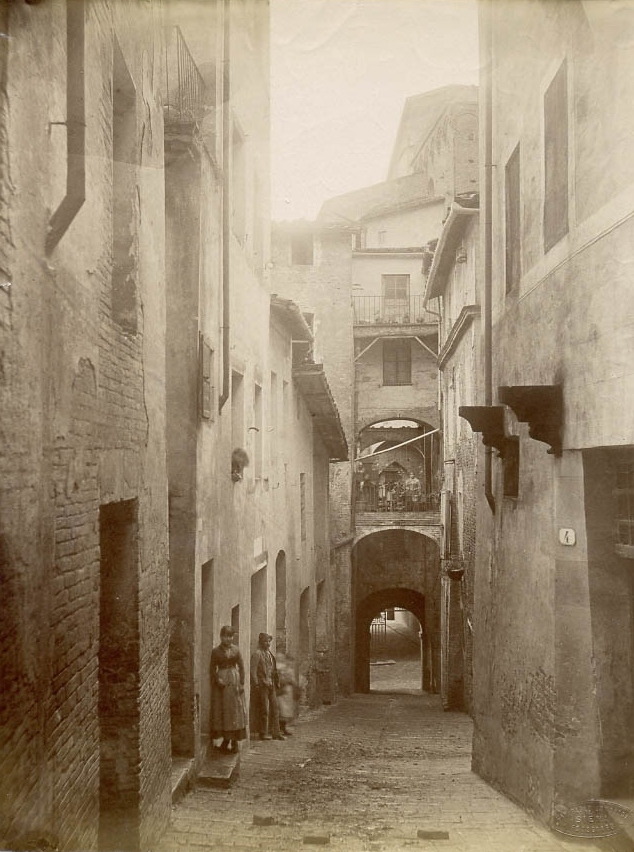
Rue du ghetto de Sienne, vers 1850.
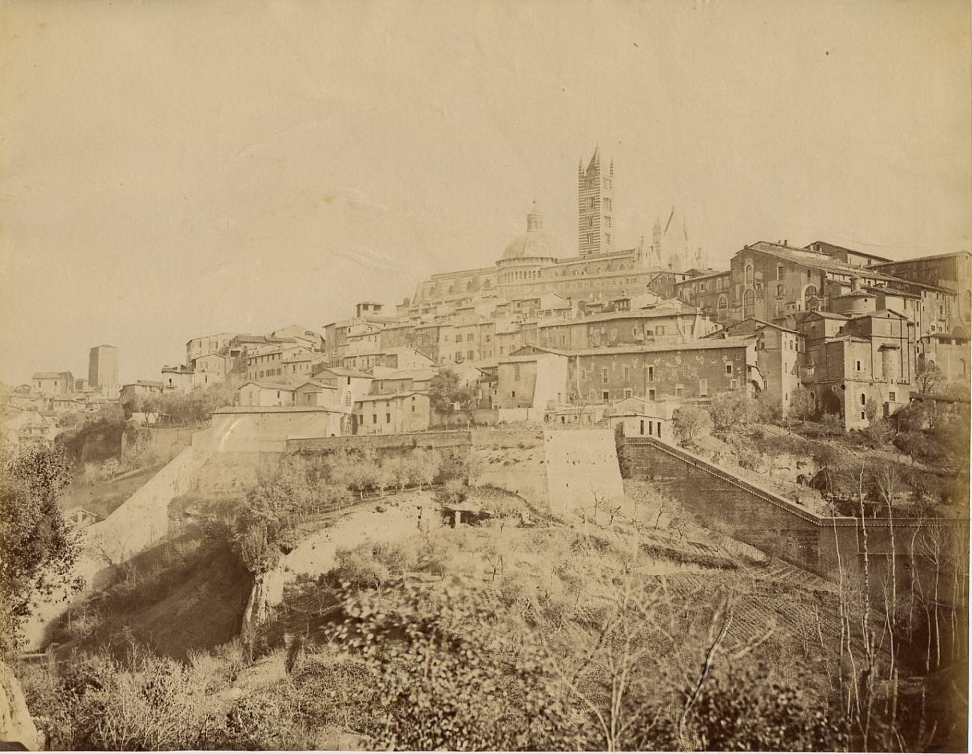
Vue de Sienne.
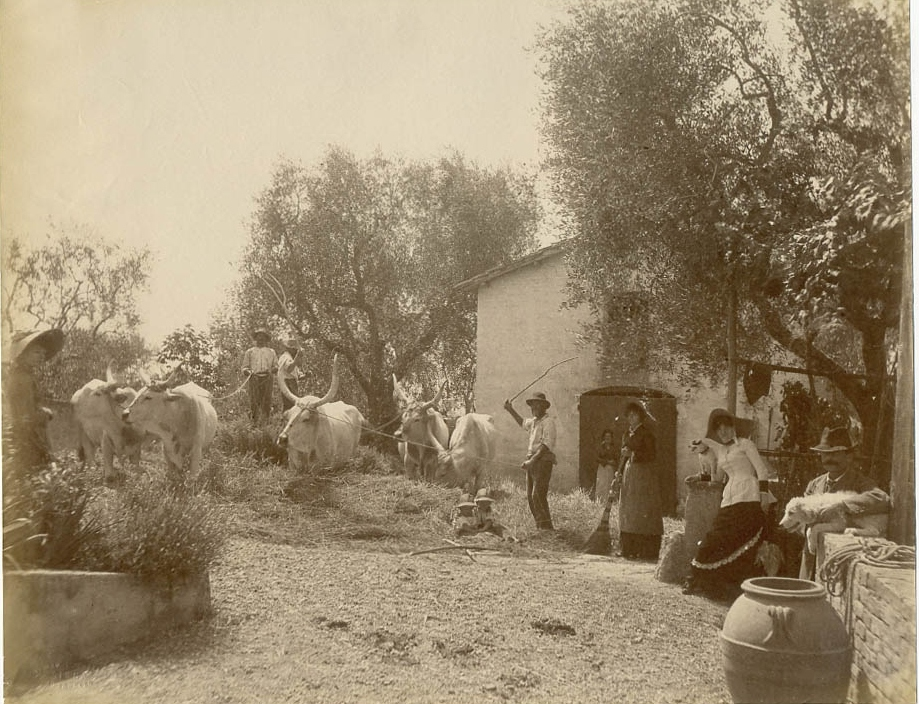
Paysans battant le blé.
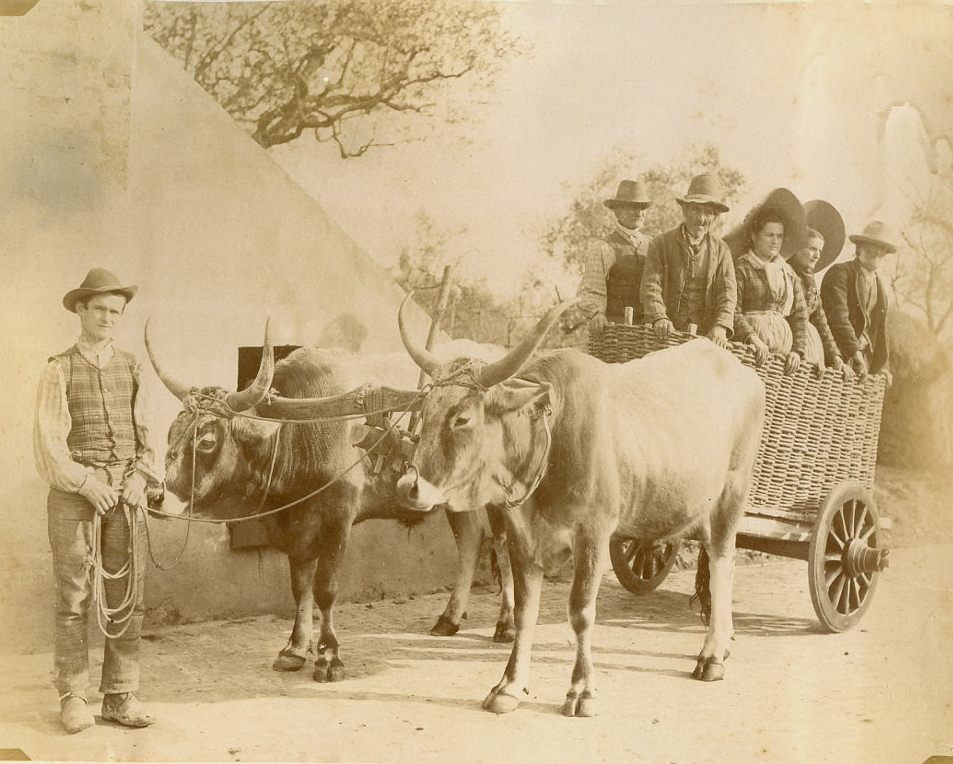
Paysans